# Questo sesso che non è un sesso
Questo sesso che non è un sesso (titolo originale: Ce sexe qui n'en est pas un) è un'opera della filosofa e femminista belga Luce Irigaray, pubblicato per la prima volta nel 1977. 

## Contenuto
La sessualità femminile è sempre stata pensata in base a parametri maschili. Anche il piacere femminile è ignoto. Bisogna riscoprire questa identità al femminile. 
Freud nei suoi testi vede la bambina come un ometto e la sua libido è pensata al maschile. Nel testo si afferma che la sessualità femminile ha una propria identità, legata agli aspetti plurali, e che va pensata come altra rispetto a quella maschile. 
Questo testo è stato manifesto del femminismo, ma anche un segnale di decostruzione dei modelli culturali occidentali negli anni '60 e '70, ed ha segnato l’avvio di quella pedagogia della differenza al femminile.

## Edizioni
- Luce Irigaray, Questo sesso che non è un sesso, Feltrinelli, 1978